# Ружана (Сьредський повіт)
Ружана (пол. Różana, нім. Lederose) — село в Польщі, у гміні Уданін Сьредського повіту Нижньосілезького воєводства.
Населення — 223 особи (2011).
У 1975-1998 роках село належало до Легницького воєводства.

## Демографія
Демографічна структура станом на 31 березня 2011 року:
|          | Загалом | Допрацездатний вік | Працездатний вік | Постпрацездатний вік |
| -------- | ------- | ------------------ | ---------------- | -------------------- |
| Чоловіки | 115     | 19                 | 82               | 14                   |
| Жінки    | 108     | 19                 | 63               | 26                   |
| Разом    | 223     | 38                 | 145              | 40                   |